# Кайрат Нуртас
Кайрат Нуртас (справжнє ім'я — Кайрат Нуртасович Айдарбеков (каз. Қайрат Нұртасұлы Айдарбеков), нар. 25 лютого 1989 місто Туркестан, Чимкентська область Казахська РСР) — казахський естрадний співак; співає казахською мовою. Лауреат державної премії «Дарин» (2016).

## Біографія
Кайрат Нуртасович Айдарбеков народився 25 лютого 1989 року в місті Туркестан Чимкентскої області в родині музикантів. У молодості його батько виступав на сцені але широкої популярності не набув. Невдовзі після народження Кайрата родина переїхала в Алмати.
Кайрат навчався в естрадно-музичному училищі імені Ж. Єлебекова, в театральному інституті імені Т. Жургенова. Дебютував на естраді в десятирічному віці у Байконурі. Перший сольний концерт дав у 2008 році в Алмати. Виконує пісні Шамши Калдаякова, Асета Бейсеуова, Ержана Серікбаєва. Продюсером співака і спонсором його виступів є його мати Айжамал Мадіївна
9 квітня 2013 року відбулася прем'єра художнього фільму «Співчуття» (каз. ӨкінішӨкініш) — мелодраматичної історії про життя співака, з участю його самого, його родичів і низки професійних співаків та акторів. В офіційний прокат картина вийшла 11 квітня; за перший уїк-енд збори в кінотеатрах склали 34 831 670 тенге ($ 232 211). Стрічка вийшла на 46 копіях, що для фільмів казахстанського виробництва вважається рекордним тиражем. Всього в прокаті картина була сім тижнів і за цей час зібрала 95 мільйонів тенге ($ 628 751) при бюджеті фільму в півмільйона доларів США.
31 серпня 2013 року виступ Кайрата Нуртаса в Алмати на безкоштовному концерті в торговому центрі «Прайм Плаза» закінчився масштабними заворушеннями. При появі співака на сцені глядачі прорвали декілька кордонів безпеки і практично дісталися до сцени, внаслідок чого Нуртас припинив виступ. Після цього почалася масова бійка із знищенням апаратури, підпалом поліцейської патрульної машини, ушкодженнями пожежних машин і заподіянням тілесних ушкоджень. Збиток, нанесений торгово-розважального центру, оцінюється в 30 мільйонів тенге. Кайрат Нуртас зустрівся з якимом Алма-Ати Ахметжаном Єсимовим і приніс вибачення за події, що відбулися.
За підсумками 2013 року Кайрат Нуртас очолив рейтинг найбільш затребуваних зірок казахстанського шоу-бізнесу за версією «Форбс-Казахстан» і телеканалу MuzZone; його дохід за минулий рік був оцінений в 2,04 мільйона доларів, що майже на третину вище, ніж у боксера Геннадія Головкіна, що посів другу сходинку.
У 2014 році Кайрат Нуртас посів друге місце в рейтингу «ТОП 25 казахстанського шоу-бізнесу і спорту» журналу «Форбс-Казахстан».
3 липня 2015 року вступив у партію «Нур Отан».

## Особисте життя
Батько — Нуртас Айдарбеков, мати — Гульзіра Айдарбекова (нар. 1968, до шлюбу Дарибаєва); є молодші брати Аян і Зангар.
З 2008 року одружений з Жулдиз Абдукаримовою (нар. 14 квітня 1988 року), у шлюбі з якою народилося четверо дітей: дочки Алау і Сезим, сини Нарул і Хан.

## Премії та нагороди
- Лауреат премії «Дарин» (2016)[15]
- кавалер ордена «Курмет» (2016)
- нагрудний знак «Відмінник служби Національної гвардії» I ступеня (каз. Ұлттық Ұлан қызметінің үздігіҰлттық Ұлан қызметінің үздігі) (2017)[16]
- У 2013 році потрапив у номінацію «Кращий виконавець» II Євразійської музичної премії, але переможцем був обраний Алі Окапов[17]. А ось на наступний рік на церемонії вручення III Євразійської музичної премії, Кайрат Нуртас став-таки переможцем у цій номінації[18]. У 2015 році Кайрат Нуртас став володарем Премії Муз-ТВ в категорії «Найкращий артист року Казахстану». У вересні 2016 року став лауреатом Євразійської музичної премії «ЕМА-2016» у категорії «Найкраще концертне шоу».[19]